# Soxo
Soxo en basque ou Sojo en espagnol est une commune ou contrée de la municipalité d'Ayala dans la province d'Alava dans la Communauté autonome basque (Espagne).